# Geely Binrui
Geely Binrui — переднеприводной среднеразмерный легковой автомобиль, выпускаемый китайской автомобилестроительной компанией Geely Automobile с 30 августа 2018 года на платформе Geely BMA. Пришёл на смену автомобилю Proton Prevé в Малайзии.

## Обзор
Впервые автомобиль Geely Binrui был представлен в мае 2018 года под названием Geely SL, индекс A06. Представляет собой спортивный вариант Geely Emgrand GL. Кузов и светотехника взяты от модели Geely Borui GE.
Автомобили с механической трансмиссией и вариатором оснащены бензиновым двигателем внутреннего сгорания Geely G-Power 14T мощностью 133 л. с., тогда как автомобили с автоматической трансмиссией оснащены бензиновым двигателем внутреннего сгорания Geely G-Power 200T. Для комфортного вождения автомобилю присущ адаптивный круиз-контроль. В случае, если водитель во время движения отпускает рулевое колесо, компьютер предупреждает об этом через несколько минут.
В декабре 2020 года был представлен спортивный вариант Geely Binrui F-Type Sport с отделкой, характерной для гоночного автомобиля. Автомобиль оснащён бензиновым двигателем внутреннего сгорания Geely G-Power 14T.

## Галерея

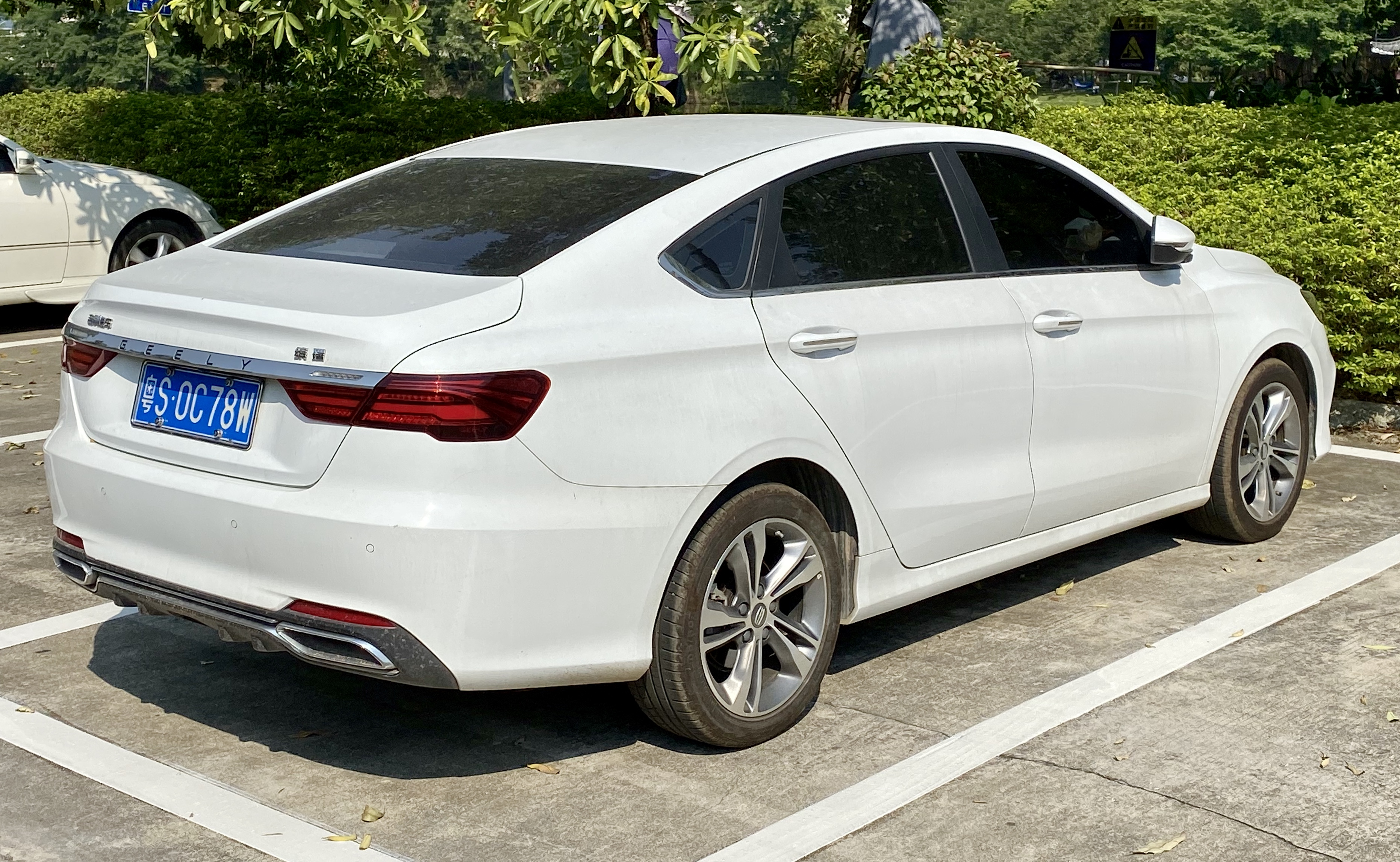
Базовая модель Geely Binrui
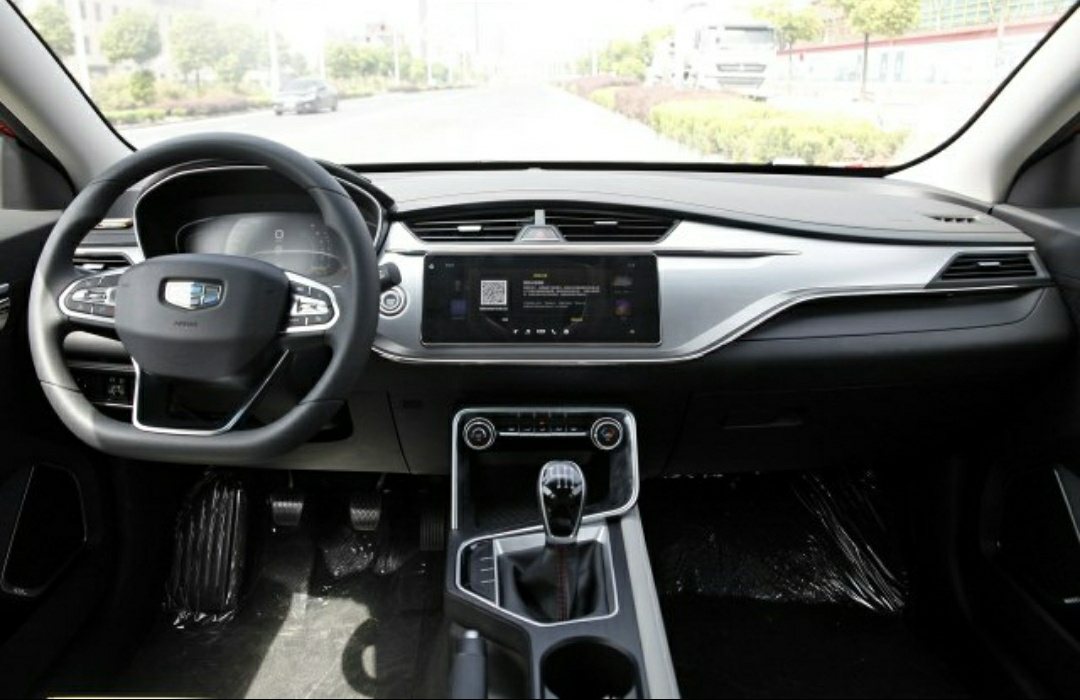
Место водителя
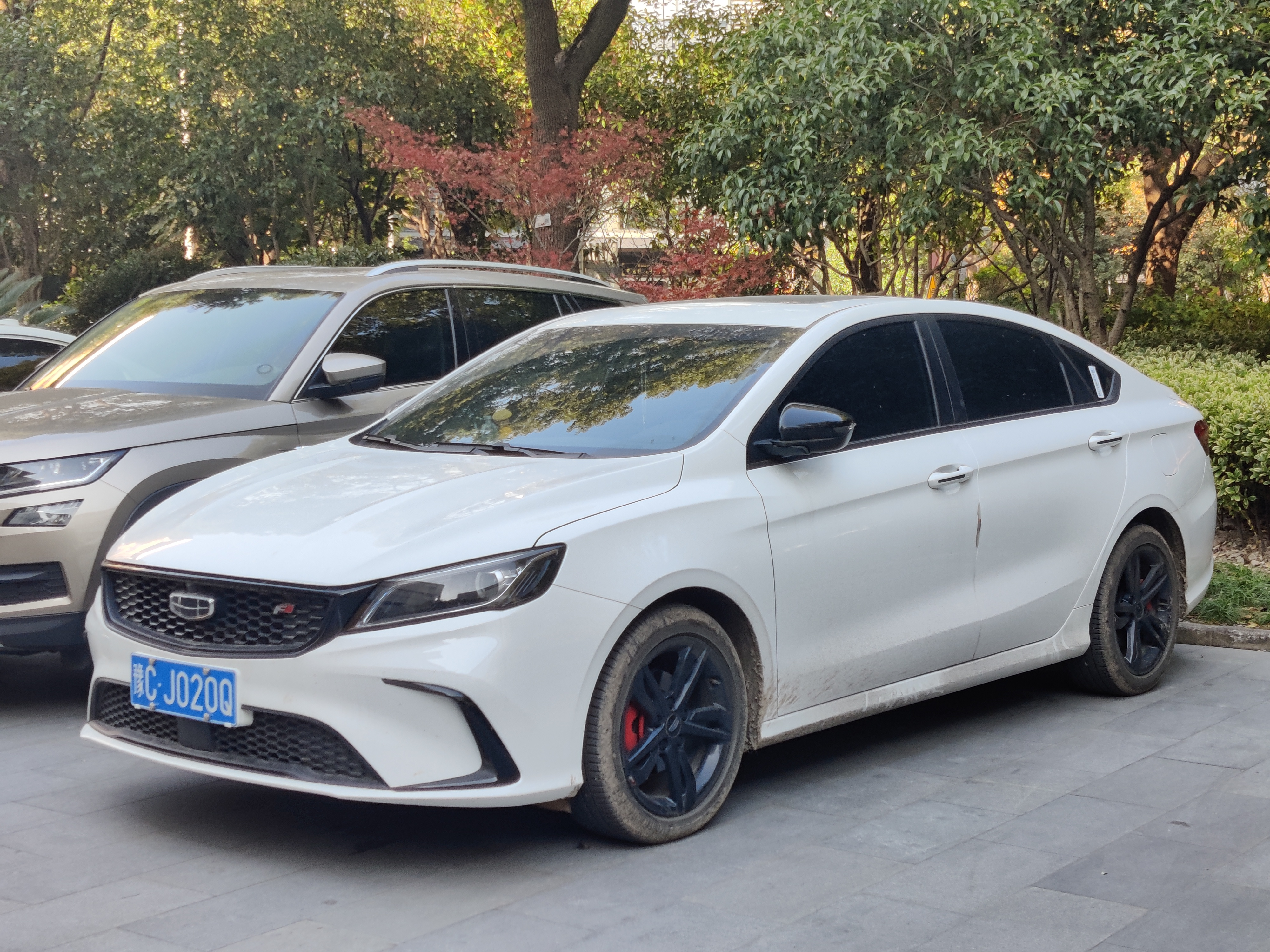
Geely Binrui F-Type Sport

## Продажи
| Год  | Продано |
| ---- | ------- |
| 2018 | 33084   |
| 2019 | 83548   |
| 2020 | 72360   |